# مارغريت فايل
مارغريت فايل (بالإنجليزية: Margaret Vale)‏ هي ممثلة أمريكية، ولدت في 30 مارس 1878 في تشارلستون في الولايات المتحدة، وتوفيت في 29 نوفمبر 1947 في كولومبيا في الولايات المتحدة.

## وصلات خارجية
- مارغريت فايل على موقع IMDb (الإنجليزية)
- مارغريت فايل على موقع قاعدة بيانات برودواي على الإنترنت (الإنجليزية)